# Melanotaenia vanheurni
Melanotaenia vanheurni é uma espécie de peixe da família Melanotaeniidae.
É endémica Nova Guiné Ocidental na Indonésia.